# Maneater (canción de Nelly Furtado)
Maneater (en español «Devoradora de hombres») es una canción de la cantante luso-canadiense Nelly Furtado de su tercer álbum de estudio Loose (2006). Primeramente fue lanzado a la venta en Norteamérica y después al resto del mundo, respectivamente.  
La canción fue escrita por Furtado, Timothy «Timbaland» Mosley, Jim Beanz y Nate Hills. Fue coproducida por Timbaland y Danja, y recibió una muy buena crítica. La canción fue estrenada como el primer sencillo internacional en mayo de 2006. En Norteamérica, fue designada como el segundo sencillo oficial, dejando a Promiscuous como primer sencillo oficial.

## Información de la canción
La canción fue una de las primeras grabaciones en que Furtado y Timbaland trabajaron en el Hit Factory Recording Studios de Miami, Florida. Mientras escribían las pistas para el álbum, Furtado y Timbaland escucharon música popular de los 80's por los Talking Heads, Blondie, Madonna, The Police y Eurythmics. Tomando inspiración de Eurythmics crearon Maneater.
La letra de la canción describe un capricho inseguro de una llamada «maneater» (devoradora de hombres), una carismática y seductora mujer que utiliza sus encantos para controlar y destruir la vida de cualquier hombre.
El 8 de enero de 2006, una parte de la canción se filtró por internet lo cual fue descubierto días después, concretamente, el día 17. La descarga se hizo oficial (vía Apple iTunes) el 22 de mayo de 2006, antes de que fuera estrenada en Maxi CD como el primer sencillo internacional del álbum, el 26 de mayo de 2006 en Alemania, Suiza y Austria, y el 5 de junio en Reino Unido y en otros mercados europeos.

## En listas
El video de la canción se ubicó en el puesto número 67 en Los 100+ Pedidos 2006 de MTV Centro, mientras que en Los 100+ Pedidos 2006 de Mtv Norte logró mayor éxito alcanzando la posición número 7, estando durante 16 días en el primer lugar de Los 10+ Pedidos 2006, de los 98 días que estuvo en total en éste conteo. Fue la cuarta más escuchada en el mundo en 2006.

## Créditos
- Coros: Nelly Furtado
- Mezclado de audio: Marcella Araica, Demacio Castellon.
- Producción vocal: Jim Beanz
- Vocales de fondo: Jim Beanz, Timbaland.
- Ingenieros: James Roach, Kobla Tetey.
- Baterías: Danja
- Teclados: Danja

## Lista de canciones y formatos
| Sencillo en CD Internacional 1. «Maneater» (versión de radio) 2. «Undercover» 3. «Maneater (Waata House Mix)» 4. «Maneater» (vídeo musical en CD-ROM) Sencillo de vinilo 1. «Maneater» (versión de radio) 2. «Maneater (Waata House Mix)» con Alozade 3. «Maneater» (a capela) 4. «Maneater» (instrumental) Sencillo en CD para Australia 1. «Maneater» (versión de radio) 2. «Crazy (Radio 1 Live Lounge Session)» (original de Gnarls Barkley) 3. «Maneater» (JoSH Desi Remix) | Remezclas oficiales 1. «Maneater» (Waata House Mix) 2. «Maneater» (Peter Rauhofer Reconstruction Remix) 3. «Maneater» (Richard Vission Club Mix) 4. «Maneater» (Richard Vission Dub) 5. «Maneater» (Remix) con Lil Wayne 6. «Maneater» con Da Weasel Remezclas no oficiales 1. «Maneater» (Axwell Mix) 2. «Maneater» (DJ Cruze Funkfinders Remix) |

## Posiciones
| País (2006)                        | Posición |
| ---------------------------------- | -------- |
| Argentina                          | 1        |
| Perú                               | 1        |
| Costa Rica                         | 1        |
| Portugal                           | 1        |
| Reino Unido                        | 1        |
| Estonia                            | 1        |
| India                              | 1        |
| Euro 200                           | 1        |
| Croacia                            | 1        |
| Sudáfrica                          | 1        |
| Polonia                            | 1        |
| Hungría                            | 1        |
| Israel                             | 1        |
| Inglaterra                         | 1        |
| Suiza                              | 1        |
| Reino Unido Top 75                 | 1        |
| U.S. Billboard Hot Dance Club Play | 1        |
| Australia ARIA                     | 3        |
| Austria                            | 3        |
| Bélgica                            | 6        |
| Canadá Top 100                     | 2        |
| Canadá Dance Chart                 | 7        |
| Canadiá Airplay                    | 5        |
| France Top 100                     | 14       |
| Alemania Top 100                   | 4        |
| Irlanda                            | 2        |
| Italia Top 75                      | 9        |
| México Top 100                     | 2        |
| Tokio Hot 100                      | 17       |
| Suecia Top 60                      | 10       |
| U.S. Billboard Hot 100             | 16       |
| U.S. Billboard Pop 100             | 13       |